# Acrotylus johnstoni
Acrotylus johnstoni är en insektsart som först beskrevs av Kirby, W.F. 1902.  Acrotylus johnstoni ingår i släktet Acrotylus och familjen gräshoppor. Inga underarter finns listade i Catalogue of Life.